# Canton de Flogny-la-Chapelle
Le canton de Flogny-la-Chapelle est une division administrative française du département de l'Yonne.

## Composition
Le canton de Flogny-la-Chapelle, d'une superficie de 175 km2, est composé de quatorze communes
.
| Nom                | Code Insee | Intercommunalité                | Superficie (km2) | Population (dernière pop. légale) | Densité (hab./km2) |
| ------------------ | ---------- | ------------------------------- | ---------------- | --------------------------------- | ------------------ |
| Bernouil           | 89038      | CC Le Tonnerrois en Bourgogne   | 4,55             | 109 (2014)                        | 24                 |
| Beugnon            | 89041      | CC Serein et Armance            | 7,70             | 329 (2014)                        | 43                 |
| Butteaux           | 89061      | CC Serein et Armance            | 7,55             | 262 (2014)                        | 35                 |
| Carisey            | 89062      | CC Chablis Villages et Terroirs | 11,29            | 368 (2014)                        | 33                 |
| Dyé                | 89149      | CC Le Tonnerrois en Bourgogne   | 17,00            | 202 (2014)                        | 12                 |
| Flogny-la-Chapelle | 89169      | CC Le Tonnerrois en Bourgogne   | 23,75            | 1 029 (2014)                      | 43                 |
| Lasson             | 89219      | CC Serein et Armance            | 7,07             | 133 (2014)                        | 19                 |
| Neuvy-Sautour      | 89276      | CC Serein et Armance            | 19,06            | 946 (2014)                        | 50                 |
| Percey             | 89292      | CC Serein et Armance            | 9,56             | 237 (2014)                        | 25                 |
| Roffey             | 89323      | CC Le Tonnerrois en Bourgogne   | 8,55             | 144 (2014)                        | 17                 |
| Sormery            | 89398      | CC Serein et Armance            | 30,56            | 353 (2014)                        | 12                 |
| Soumaintrain       | 89402      | CC Serein et Armance            | 10,61            | 203 (2014)                        | 19                 |
| Tronchoy           | 89423      | CC Le Tonnerrois en Bourgogne   | 6,59             | 129 (2014)                        | 20                 |
| Villiers-Vineux    | 89474      | CC Serein et Armance            | 11,18            | 320 (2014)                        | 29                 |

## Représentation

### conseillers généraux de 1833 à 2015
| Période               | Identité                                  | Parti       | Qualité                                                                                      |
| --------------------- | ----------------------------------------- | ----------- | -------------------------------------------------------------------------------------------- |
| 1833-1848             | Marquis Louis-Baptiste Thévenin de Tanlay |             | Colonel d'état major, maire de Tanlay                                                        |
| 1848-1852             | Jean-Baptiste Victor Coquille             |             | Avocat à Flogny, juge de paix à La Chapelle-Vieille-Forêt, conseiller d'arrondissement       |
| 1852-1859 (décès)     | Marquis Claude Anjorrant                  |             | Officier de la Garde Royale de Charles X Gentilhomme ordinaire de sa chambre Maire de Flogny |
| 1859-1873 (démission) | Edme-Charles Massin                       |             | Propriétaire, maire de Neuvy                                                                 |
| 24 août 1873-1874     | Victor Gaspard                            | Rad.        | Notaire à Carisey                                                                            |
| 1874-1874 (démission) | Jean-Baptiste Textoris                    |             | Ancien agent de change à Paris, louvetier en 1870 Propriétaire à Cheney                      |
| 1874-1878 (démission) | Victor Gaspard                            | Rad.        | Notaire à Carisey                                                                            |
| 1878-1899 (décès)     | Charles Laubry                            | Rad.        | Instituteur puis greffier à Flogny Sénateur (1897-1899)                                      |
| 1899-1904             | Charles Laubry (fils du précédent)        | Rad.        | Interne en médecine à l'hôpital de la Charité à Paris                                        |
| 1904-1909 (démission) | Jean-Louis Rigollat                       | Rad.puis RG | Vétérinaire militaire retraité à Paris                                                       |
| 1909-1910             | Henri Richardot                           | Rad.        | Avocat, La Chapelle-Vieille-Forêt                                                            |
| 1910-1912 (décès)     | François Charles Perreau-Pradier          | RG          | Viticulteur - Député (1910-1912) Maire de Tonnerre                                           |
| 1912-1919             | Louis-Eugène Bègue                        | Républicain | Médecin-vétérinaire à Flogny                                                                 |
| 1920-1938 (décès)     | Henri Godret                              | RG          | Notaire honoraire Maire de Flogny-la-Chapelle                                                |
| 1938-1940             | Octave-Eustache Coutant                   | Rad.ind.    | Maire de Butteaux Nommé conseiller départemental en 1943                                     |
|                       |                                           |             |                                                                                              |
| 1945-1949             | Jean Camus                                | SFIO        | Médecin                                                                                      |
| 1949-1979             | Georges Barillon                          | RI puis UDF | Huissier honoraire Député (1967-1969 et 1971-1973) Maire de Flogny                           |
| 1979-1998             | René Hutin                                | RPR         | Médecin Maire de Neuvy-Sautour                                                               |
| 1998-2015             | Marie-Laure Capitain                      | DVD-UDI     | Chef d'entreprise Ancien Maire de Carisey Elue en 2015 dans le Canton de Saint-Florentin     |

### Conseillers d'arrondissement (de 1833 à 1940)
Le canton de Flogny avait deux conseillers d'arrondissement.
| Période                                  | Période      | Identité                             | Étiquette | Qualité |
| ---------------------------------------- | ------------ | ------------------------------------ | --------- | --- |
| 1833                                     | 1848         | Jean-Baptiste Darley (1792-1865)     |           | Avocat, propriétaire à Neuvy-Sautour                                                                        |
| 1833                                     | 1839 (décès) | François-Marie Courtois (1803-1839)  |           | Propriétaire à Tronchoy                                                                                     |
| 1839                                     | 1848         | Jean Baptiste Victor Coquille        |           | Juge de paix à Flogny, propriétaire à La Chapelle-Vieille-Forêt                                             |
| 1848                                     | 1852         | Jean-Baptiste Calmeau (1819-1884)    |           | Notaire à Flogny                                                                                            |
| 1848                                     | 1852         | Marcel Eugène Huchard                |           | Viticulteur, maire de Neuvy-Sautour                                                                         |
| 1852                                     | 1864         | Jean Eugène Quignard                 |           | Propriétaire à Tronchoy                                                                                     |
| 1852                                     | 1867         | M. Darley                            |           | Propriétaire à Meaux                                                                                        |
| 1864                                     | 1870         | M. Perrin                            |           | Juge de paix à Flogny                                                                                       |
| 1867                                     | 1870         | Eugène Dionnet (1820-1887)           |           | Notaire à Neuvy-Sautour                                                                                     |
| 1870                                     | 1874         | Jean Eugène Quignard                 |           | Propriétaire à Tronchoy                                                                                     |
| 1870                                     | 1880         | Frédéric Alexandre Rouby (1827-1877) |           | Docteur-médecin, Carisey                                                                                    |
| 1874                                     | 1880         | M. Jay                               |           | Propriétaire à Tronchoy                                                                                     |
| 1880                                     | 1895         | William Paillery                     |           | Propriétaire et marchand de bois à Neuvy-Sautour                                                            |
| 1880                                     | 1895         | Élie Clémendot                       |           | Cultivateur à Flogny                                                                                        |
| 1895                                     | 1919         | Alexandre Millot                     | Radical   | Maire de Carisey                                                                                            |
| 1895                                     | 1896 (décès) | Hégésippe Monjardet (1831-1896)      |           | Marchand de charbon de terre, négociant, rentier, propriétaire à Percey                                     |
| 1896                                     | 1913         | Jules Champenois                     |           | Cultivateur, maire de Sormery                                                                               |
| 1913                                     | 1925         | Louis Baillet                        |           | Propriétaire à Soumaintrain                                                                                 |
| 1919                                     | 1925         | Henri Cavenet (1861-1950)            |           | Agriculteur, maire de Tronchoy                                                                              |
| 1925                                     | 1940         | Georges Bonneau (1864-1956)          |           | Ancien agent voyer, adjoint au maire de Flogny                                                              |
| 1925                                     | 1931         | Edmond Mignot                        |           | Cultivateur, maire de Soumaintrain                                                                          |
| 1931                                     | 1940         | Armand Corgeron (1882-1956)          | Droite    | Agent d'assurances - Maire de Sormery                                                                       |
| Les données manquantes sont à compléter. |              |                                      |           | |
| 1940                                     |              |                                      |           | Les conseils d'arrondissement ont été suspendus par la loi du 12 octobre 1940 et n'ont jamais été réactivés |
| Les données manquantes sont à compléter. |              |                                      |           | |

## Politique

### Évolution démographique
| 1975  | 1982  | 1990  | 1999  | 2006  | 2011  | 2012  |
| ----- | ----- | ----- | ----- | ----- | ----- | ----- |
| 4 593 | 4 567 | 4 668 | 4 830 | 4 802 | 4 842 | 4 805 |

### Âge de la population
La pyramide des âges, à savoir la répartition par sexe et âge de la population, du canton de Flogny-la-Chapelle en 2009 ainsi que, comparativement, celle du département de l'Yonne la même année sont représentées avec les graphiques ci-dessous.
La population du canton comporte 50 % d'hommes et 50 % de femmes. Elle présente en 2009 une structure par grands groupes d'âge légèrement plus âgée que celle de la France métropolitaine. 
Il existe en effet 80 jeunes de moins de 20 ans pour cent personnes de plus de 60 ans, alors que pour la France l'indice de jeunesse, qui est égal à la division de la part des moins de 20 ans par la part des plus de 60 ans, est de 1,06. L'indice de jeunesse du canton est également inférieur à celui  du département (0,87) et à celui de la région (0,84).
| Hommes | Classe d’âge | Femmes |
| ------ | ------------ | ------ |
| 0,3    | 90 ans ou +  | 1,0    |
| 8,3    | 75 à 89 ans  | 12,7   |
| 16,6   | 60 à 74 ans  | 17,5   |
| 22,1   | 45 à 59 ans  | 22,1   |
| 19,2   | 30 à 44 ans  | 17,9   |
| 15,1   | 15 à 29 ans  | 12,9   |
| 18,4   | 0 à 14 ans   | 15,9   |

| Hommes | Classe d’âge | Femmes |
| ------ | ------------ | ------ |
| 0,5    | 90 ans ou +  | 1,4    |
| 7,9    | 75 à 89 ans  | 11,9   |
| 15,5   | 60 à 74 ans  | 15,6   |
| 21,5   | 45 à 59 ans  | 20,7   |
| 19,3   | 30 à 44 ans  | 18,4   |
| 16,3   | 15 à 29 ans  | 15,1   |
| 19,0   | 0 à 14 ans   | 16,9   |